# Leo Asís Paz
Leo Asís Paz (Nacaome, Valle, Honduras; 17 de junio de 1966) es un exfutbolista y actualmente director técnico hondureño. Actualmente dirige a la Academia de Futbol Iguanas (Garrobos FC) o por sus siglas A.F.I.
Estatura:(1.88m)

## Trayectoria
Antes de vincularse al Parrillas One había trabajado durante 10 años como entrenador de porteros en el Real España de San Pedro Sula y en la Academia de Fútbol Rancho Tara de la misma ciudad. El 17 de septiembre de 2014 se convirtió en entrenador del Parrillas One de la Liga Nacional de Honduras, en reemplazo de Douglas Munguía. Solamente dirigió a los parrilleros durante dos partidos y su puesto lo asumió el ya experimentado Hernán García Martínez.
Actualmente entrena y trabaja en la academia de Futbol Iguanas , la Escuela bilingüe Franciscan School, Seran School .

## Capacitaciones
- Curso de entrenador aspirante (2002).
- Curso de especialidad en técnica y táctica de fútbol —Licencia Federativa— (2004).
- Curso de especialidad de preparación de porteros —Club Necaxa de México— (2004).
- Curso capacitación de preparación de porteros en Florida USA (2005).
- Curso de entrenador de Fútbol Base (2008).
- Curso de entrenador de II nivel y III nivel, categoría nacional (2009).
- Curso capacitación en preparación de porteros en San Pedro Sula —FENAFUTH— (2012).

## Clubes

### Como futbolista
| Club          | País     | Año         |
| ------------- | -------- | ----------- |
| Platense      | Honduras | 1985        |
| Palestino     | Honduras | 1986 — 1988 |
| Hermacasa     | Honduras | 1989        |
| Palestino     | Honduras | 1994 — 1995 |
| Alcón Terrazo | Honduras | 1995 — 1997 |
| Real Juventud | Honduras | 1997 — 1998 |

### Como entrenador
| Club                                     | País     | Año               |
| ---------------------------------------- | -------- | ----------------- |
| Real España                              | Honduras | 2002 — 2012       |
| Parrillas One                            | Honduras | 2014              |
| Parrillas One                            | Honduras | 2015 — 2015       |
| Academia de Futbol Iguanas (Garrobos FC) | Honduras | 2021 — Actualidad |